# 2006 en photographie
| Années de la photographie : 2003 - 2004 - 2005 - 2006 - 2007 - 2008 - 2009    |
| Décennies de la photographie : 1970 - 1980 - 1990 - 2000 - 2010 - 2020 - 2030 |

Cet article présente les faits marquants de l'année 2006 en photographie.

## Événements
- février : The Pond-Moonlight, une photographie d'Edward Steichen prise en 1904, dans la période de ses débuts pictorialistes, à Mamaroneck, près de la maison de l'un de ses amis, est vendue 2 928 000 dollars chez Sotheby's à New York, devenant pour un temps la photographie la plus chère du monde.
- Ouverture au Canada du Musée national de la photographie à Drummondville au Québec[1].
- La Bridgeman Art Library (en) fait don à l'Institut national d'histoire de l'art (INHA) du fonds photographique Giraudon, 350 000 négatifs noir et blanc, dont 50 000 plaques de verre, constitué depuis la fin du XIXe siècle jusqu’à la moitié du XXe siècle[2].
- En France, l'Académie des beaux-arts qui a créé en 2005 une section consacrée à la photographie, élit comme membres les photographes Lucien Clergue et Yann Arthus-Bertrand[3].
- Création de la maison d'édition française YellowKorner, spécialisée dans l'édition de photographies d'art éditées en tirages limités et numérotés.
- septembre : la firme allemande Leica commercialise le Leica M8, premier modèle numérique de la gamme Leica M[4].

## Livres de photographies
- Jean Baudrillard et Tendance floue, Sommes-nous ?, Paris, J. di Sciullo, 2006, 176 p.  (ISBN 2-35021-052-9) (Prix de la publication Infinity Award en 2007).
- Elvire Perego et Robert Delpire, Je ne suis pas photographe : créateurs et intellectuels à la chambre noire, Arles, Actes Sud, coll. « Photo Poche » (no 100), 204 p. (ISBN 2-7427-5225-0)[5].
- Burk Uzzle, A Family named Spot, Five Ties Publishing  (ISBN 0-97771-930-8).

## Études, essais, articles
- Willy Ronis, Ce jour-là, Paris, Mercure de France (coll. « Traits et Portraits »), 176 p.  (ISBN 2-7152-2661-6).

## Expositions
- 4 janvier - 18 février 2006 : Rip Hopkins. Décade 1995-2005, Centre atlantique de la photographie, Brest[6].

puis 6 mai - 10 juin 2006 : Espace d'art contemporain, La Rochelle.
- 18 janvier - 9 avril : Le silence intérieur d’une victime consentante. Portraits d'Henri Cartier-Bresson, Fondation Henri-Cartier-Bresson, Paris[7],[8].
- 27 janvier - 7 mai : Harry Callahan : the photographer at work, Center for Creative Photography, Tucson.

puis 24 juin - 24 septembre : Art Institute of Chicago, Chicago.
- 24 mars - 6 mai : Tendance floue, Centre atlantique de la photographie, Brest.
- 26 avril - 15 septembre : Ben, Les limites de la photo, Musée de la photographie André Villers, Mougins.
- 13 mai - 10 septembre 2006 : Eddy Posthuma de Boer. Gezichten van de Wereld, Kunsthal, Rotterdam.
- 16 juin - 1er octobre : La photographie mise en scène : créer l'illusion du réel, Musée des beaux-arts du Canada, Ottawa.
- 21 juin - 15 octobre : Une histoire privée : la photographie italienne contemporaine dans la collection Anna Rosa et Giovanni Cotroneo, Maison européenne de la photographie, Paris.
- 27 juin - 3 septembre : Les Séeberger, photographes de l'élégance, 1909-1939, Bibliothèque nationale, Paris.
- 1er juillet - 7 janvier 2007 : L'amour des images. Gladys, Musée de l'Image, Épinal.
- 4 juillet - 17 septembre :  La photographie publicitaire en France : de Man Ray à Jean-Paul Goude, Rencontres de la photographie d'Arles

puis 7 novembre - 25 mars 2007 : 
Musée des Arts décoratifs, Musée de la publicité, Paris.
- 19 septembre - 31 décembre : Friedlander, Jeu de paume, Paris[9],[10].
- 3 octobre 2006 - 14 janvier 2007 : Joel Meyerowitz, out of the ordinary, 1970-1980, Hôtel de Sully, Paris[11],[12].
- 20 octobre - 21 janvier 2007 : Annie Leibovitz. A Photographer's Life, 1990-2005, Brooklyn Museum, New York[13].

puis : Museum of Art, San Diego ; High Museum of Art, Atlanta ; De Young Museum , San Francisco ; 18 juin - 14 septembre 2008 Maison européenne de la photographie, Paris ; National Portrait Gallery, Londres.
- 31 octobre - 28 janvier 2007 : La photographie humaniste, 1945-1968 : autour d'Izis, Boubat, Brassaï, Doisneau, Ronis, Bibliothèque nationale, Paris.
- 2 novembre - 31 décembre : L'odyssée d'une icône : trois photographies d'André Kertész, Maison européenne de la photographie, Paris.
- 2 novembre - 27 février : Regarder Vu : un magazine photographique 1928-1940, Maison européenne de la photographie, Paris[15].

## Festivals et congrès photographiques
- avril - 14 mai : 5e édition de la  Photobiennale de Moscou[16].
- 25 - 27 mai : 104e congrès de la Fédération photographique de France à Aix-les-Bains.
- juin - 23 juillet : 9e édition de PHotoEspaña, Madrid[17].
- 4 juillet - 17 septembre : 37es Rencontres de la photographie d'Arles[18],[19].
- 2 - 17 septembre : Visa pour l'image, Perpignan.
- 4 - 11 septembre : 28e congrès de la Fédération internationale de l'art photographique, Chengdu.
- 4 septembre - 1er octobre : 10es Journées photographiques de Bienne en Suisse[20].
- novembre : 14e édition du Mois de la photo, Paris[21],[22].

## Prix et récompenses
- Prix Niépce  : Yuki Onodera[23].
- Prix Nadar : Henri Cartier-Bresson, Scrapbook : photographies 1932-1946, textes d'Agnès Sire et Michel Frizot, Göttingen, Steidl, 2006, 263 p.  (ISBN 3-86521-353-7)[24].
- Prix Arcimboldo : Nicolas Moulin.
- Prix HSBC pour la photographie : Marina Gadonneix et le duo Clark et Pougnaud.
- Prix Bayeux-Calvados des correspondants de guerre : Jaafar Ashtiyeh (Agence France-Presse).
- Grand prix Paris Match du photojournalisme : Olivier Laban-Mattei pour La prise de la Sorbonne et manifs des étudiants à Paris, mai 2006.
- Prix Roger-Pic : Alain Turpault pour sa série intitulée Des orages isolés éclatent sur tout le relief.
- Bourse Canon de la femme photojournaliste : Véronique de Viguerie.
- Prix Picto de la jeune photographie de mode : Elene Usdin.
- Prix Voies Off : Lætitia Tura.
- Prix Oskar-Barnack : Tomas Munita.
- Prix Erich-Salomon : Martin Parr.
- Prix culturel de la Société allemande de photographie : Edward Ruscha.
- Prix Deutsche Börse : Robert Adams.
- Prix Hansel-Mieth : non attribué.
- Prix Paul-Émile-Borduas : Angela Grauerholz.
- Prix du duc et de la duchesse d'York : Karen Ostrom.
- Prix Fogtdal de photographie (da) : Krass Clement.
- Prix national de la photographie : Pablo Pérez-Mínguez.
- Prix Ansel-Adams : Gary Braasch.
- Prix W. Eugene Smith : Paolo Pellegrin.
- Prix Pulitzer
  - Prix Pulitzer de la photographie d'article de fond (Pulitzer Prize for Feature Photography) : Todd Heisler (en) du Rocky Mountain News pour ses photographies des funérailles de Marines du Colorado revenant d'Irak[25].
  - Prix Pulitzer de la photographie d'actualité (Pulitzer Prize for Breaking News Photography) : l'équipe de The Dallas Morning News pour ses photographies montrant le chaos après l’ouragan Katrina dans le golfe de La Nouvelle-Orléans[26].
- Prix Robert Capa Gold Medal : Paolo Pellegrin, agence Magnum, True Pain: Israel & Hizbullah.
- Prix Inge-Morath : Jessica Dimmock (en).
- Infinity Awards :
  - Prix pour l'œuvre d'une vie : Lee Friedlander.
  - Prix Cornell-Capa : Don McCullin.
  - Prix de la publication Infinity Award : (en) Mary Panzer (postface Christian Caujolle), Things as they are : photojournalism in context since 1955, Amsterdam, World Press Photo, 2005, 384 p. (ISBN 0-9546894-5-3).
  - Infinity Award du photojournalisme : Yuri Kozyrev.
  - Infinity Award for Art : Thomas Ruff.
  - Prix de la photographie appliquée : Steven Meisel.
- Prix Higashikawa :
  - Photographe japonais : Risaku Suzuki
  - Photographe étranger : Ketaki Seth.
  - Photographe espoir : Emi Anrakuji.
  - Prix spécial : Osamu Wataya.
- Prix Kimura Ihei : Naoki Honjō (ja) et Kayo Ume (ja).
- Prix Ken-Domon : Hideaki Uchiyama.
- Prix de la Société de photographie du Japon : Ishiuchi Miyako.
- Prix de photographie de Sagamihara : Shisei Kuwabara.
- World Press Photo of the Year : Finbarr O'Reilly, photographie des mains d'un enfant sur le visage de sa mère attendant de la nourriture dans une clinique d'urgence à Tahoua au Niger[27].
- Centenary Medal de la Royal Photographic Society : Susan Meiselas.
- Prix international de la Fondation Hasselblad : David Goldblatt.
- Prix suédois du livre photographique : (sv) Anna Clarén (en), Holding, Stockholm, éd. Journal, 2006  (ISBN 978-9197577045)[28].
- Prix Lennart-Nilsson : Satoshi Kuribayashi.
- Prix national vénézuélien de la photographie : Miguel Gracia (es).

## Décès
- 27 janvier : Tana Hoban, photographe américaine et  autrice de livres pour enfants basés sur son travail photographique, née le 20 février 1917.
- 31 janvier : Henri Salesse, photographe français, photographe au ministère de la Reconstruction et de l'Urbanisme (MRU) de 1945 à 1977, né le 22 janvier 1914.
- 3 février : Marianne Greenwood, photographe et écrivaine suédoise, née le 5 avril 1916.
- 10 avril : Roger Rössing, photographe allemand, né le 1er mars 1929.
- 23 avril : William P. Gottlieb, journaliste et photographe américain, connu pour ses photographies de musiciens de jazz, né le 28 janvier 1917[29].
- 25 avril : Tabe Slioor, photographe finlandaise, née le 21 novembre 1926.
- 8 mai : Iain MacMillan, photographe britannique, né le 20 octobre 1938.
- 29 mai : Slim Aarons, photographe américain, né le 29 octobre 1916.
- 6 juin : Arnold Newman, photographe portraitiste américain, né le 3 mars 1918.
- 26 juin : Harry Shunk, photographe allemand, né le 4 octobre 1934.
- 8 juillet : Catherine Leroy, photographe de guerre française, née le 27 août 1944.
- 20 août : Joe Rosenthal, photographe et photojournaliste américain, lauréat du Prix Pulitzer pour son célèbre cliché Raising the Flag on Iwo Jima[N 1], né le 9 octobre 1911.
- 6 septembre : Warren Bolster, photographe et photojournaliste américain spécialisé dans le skateboard et le surf, né le 11 juillet 1947.
- 29 novembre : Leonard Freed, photographe américain, né le 23 octobre 1929.
- 18 décembre : Ruth Bernhard, photographe américaine, né le 14 octobre 1905.

## Célébrations
Centenaire de naissance
- Ellen Auerbach
- Paul Almásy
- Horacio Coppola
- Andreas Feininger
- Artür Harfaux
- Victor Hasselblad
- Horst P. Horst
- Pierre Izard
- Alexandre Kapoustianski
- Jean Moral
- André Ostier
- Alfred T. Palmer
- Walter Reuter
- Américo Ribeiro
- Sakae Tamura

Centenaire de décès
- Antonio Beato
- Gustave de Beaucorps
- Étienne Carjat
- Mary Dillwyn
- Franck
- Alphonse de Launay
- Axel Lindahl
- Farnham Maxwell-Lyte

Bicentenaire de naissance
- Constant Delessert
- Guillaume Duchenne de Boulogne
- Marie Kinnberg (en)
- Frédéric Martens
- Jean César Adolphe Neurdein, dit Charlet
- Johan Adolf Sevén (sv)